# Rodong Sinmun
El Rodong Sinmun (en chosŏn'gŭl, 로동신문; en hancha, 勞動新聞; romanización revisada, Rodong Sinmun; McCune-Reischauer, Rodong Shinmun; significado, ‘Periódico de los trabajadores’) es un periódico norcoreano y el diario oficial del Partido del Trabajo de Corea, publicado por la Agencia de Noticias Rodong. Es el periódico más leído en el país. Fue publicado por primera vez el 1 de noviembre de 1945 bajo el nombre Chǒngro (정로; 正路; "camino correcto"), sirviendo como canal de comunicación para el Buró Norcoreano del Partido Comunista de Corea. Fue renombrado en septiembre de 1946 a su actual nombre tras el paulatino desarrollo del Partido del Trabajo de Corea. Citado frecuentemente por la Agencia Telegráfica Central de Corea (ATCC) y medios internacionales, es señalado como fuente de puntos de vista oficiales en muchos asuntos.